# 驪州站
驪州站（：／ Yeoju yeok */?）是京江線的終點車站，位於韓國京畿道驪州市教洞，韓語副站名是「驪州大學」（여주대）。

## 車站結構
站體為1面4線島式月台的高架車站，候車月台設有月台幕門，並有2處出口。

### 月台配置
| ↑ 世宗大王陵 |
| ２ \|        |
| 起終點站     |

| 月台 | 路線              | 目的地                                       |
| ---- | ----------------- | -------------------------------------------- |
| 2    | ●首都圈電鐵京江線 | 夫鉢、利川、昆池岩、京畿廣州、二梅、板橋方向 |

## 歷史
- 2016年9月24日：落成啟用。

## 車站周邊
- 驪州市政府
- 驪州郵局
- 驪州綜合巴士客運站（朝鲜语：여주종합버스터미널）
- 驪州韓文市場
- 世宗初等學校
- 世宗中學
- 驪州高校
- 驪州大學（朝鲜语：여주대학교）
- 驪州綜合運動場（朝鲜语：여주종합운동장）
- E-mart驪州店

## 圖片

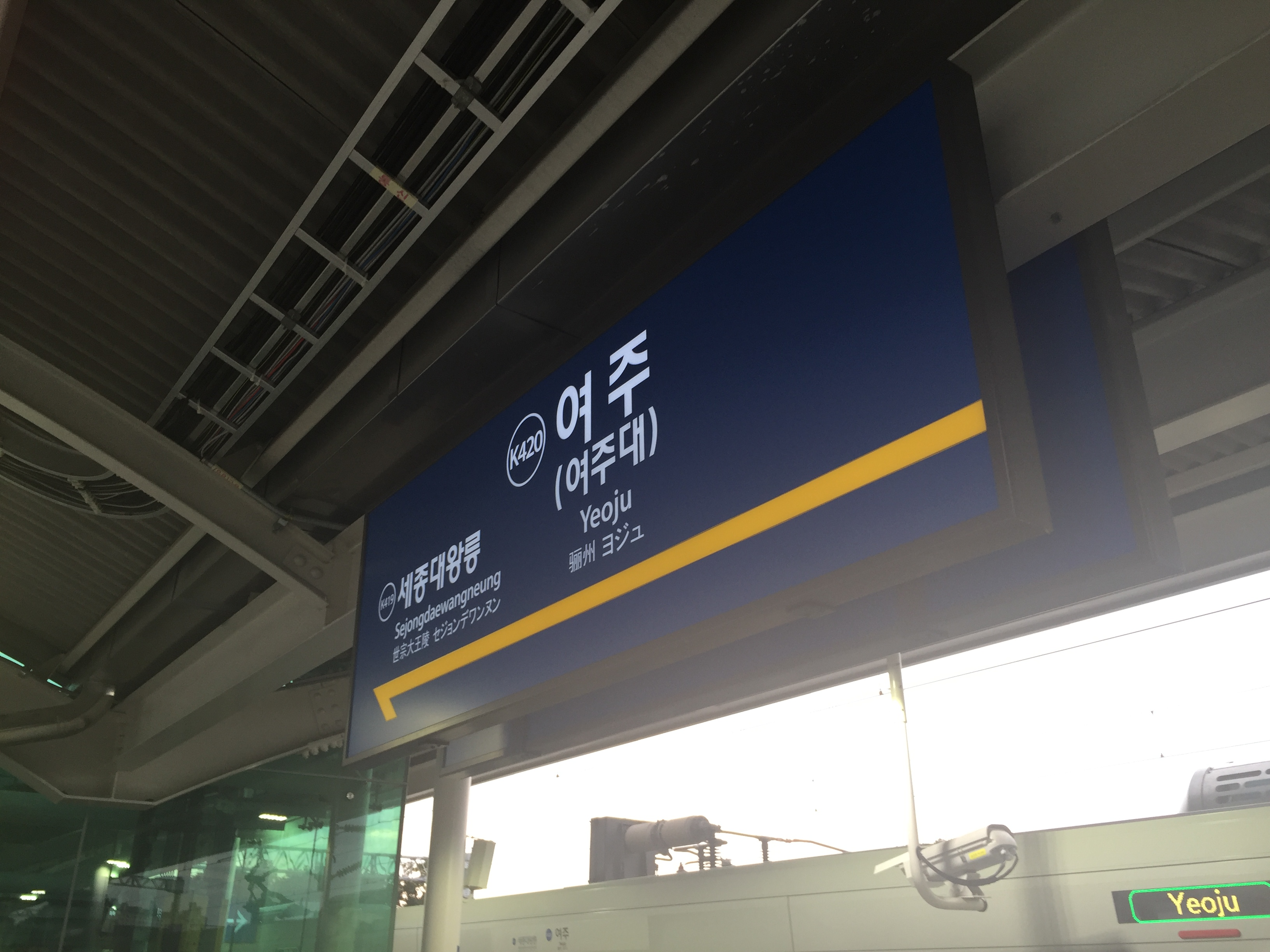
站名牌
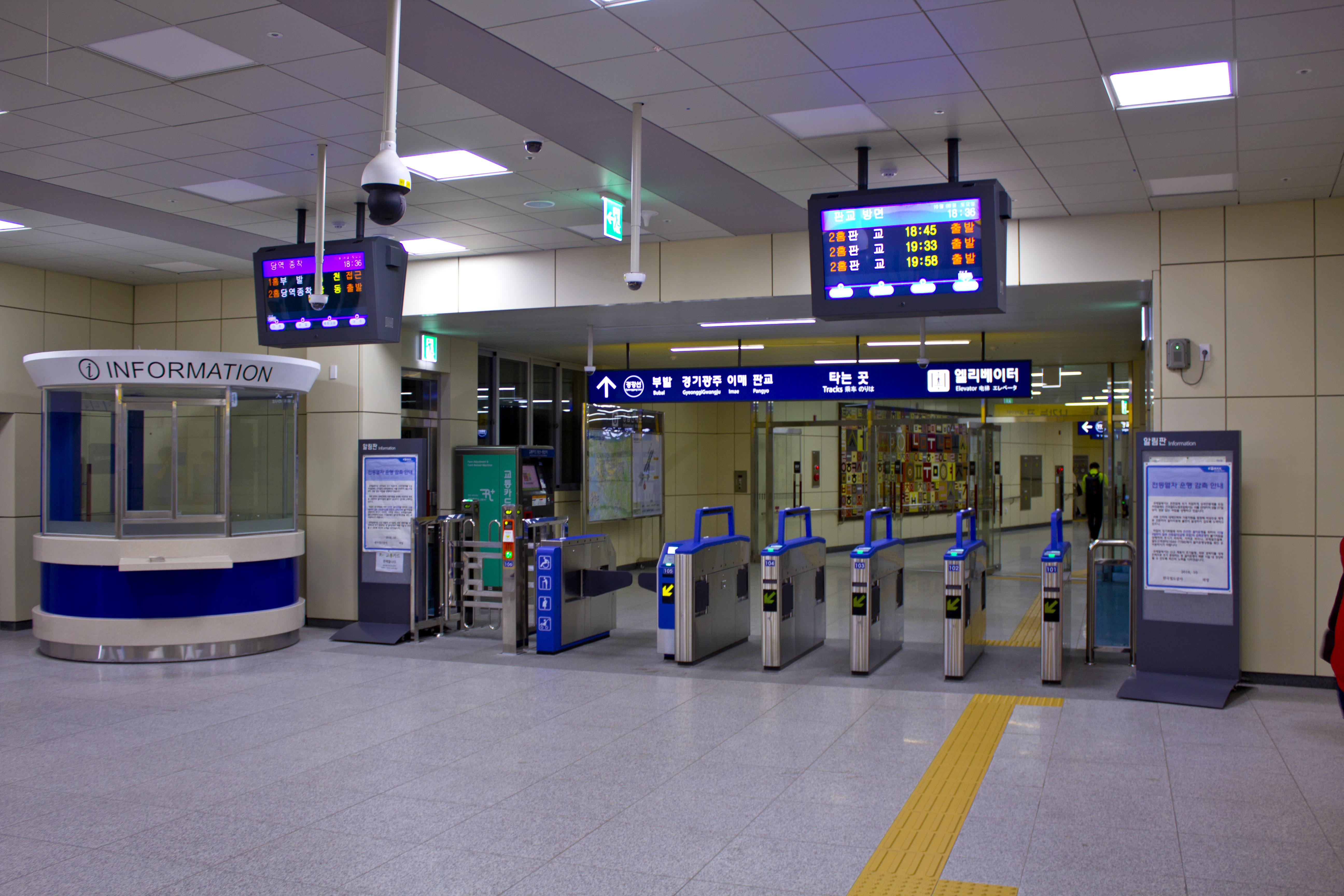
剪票閘口
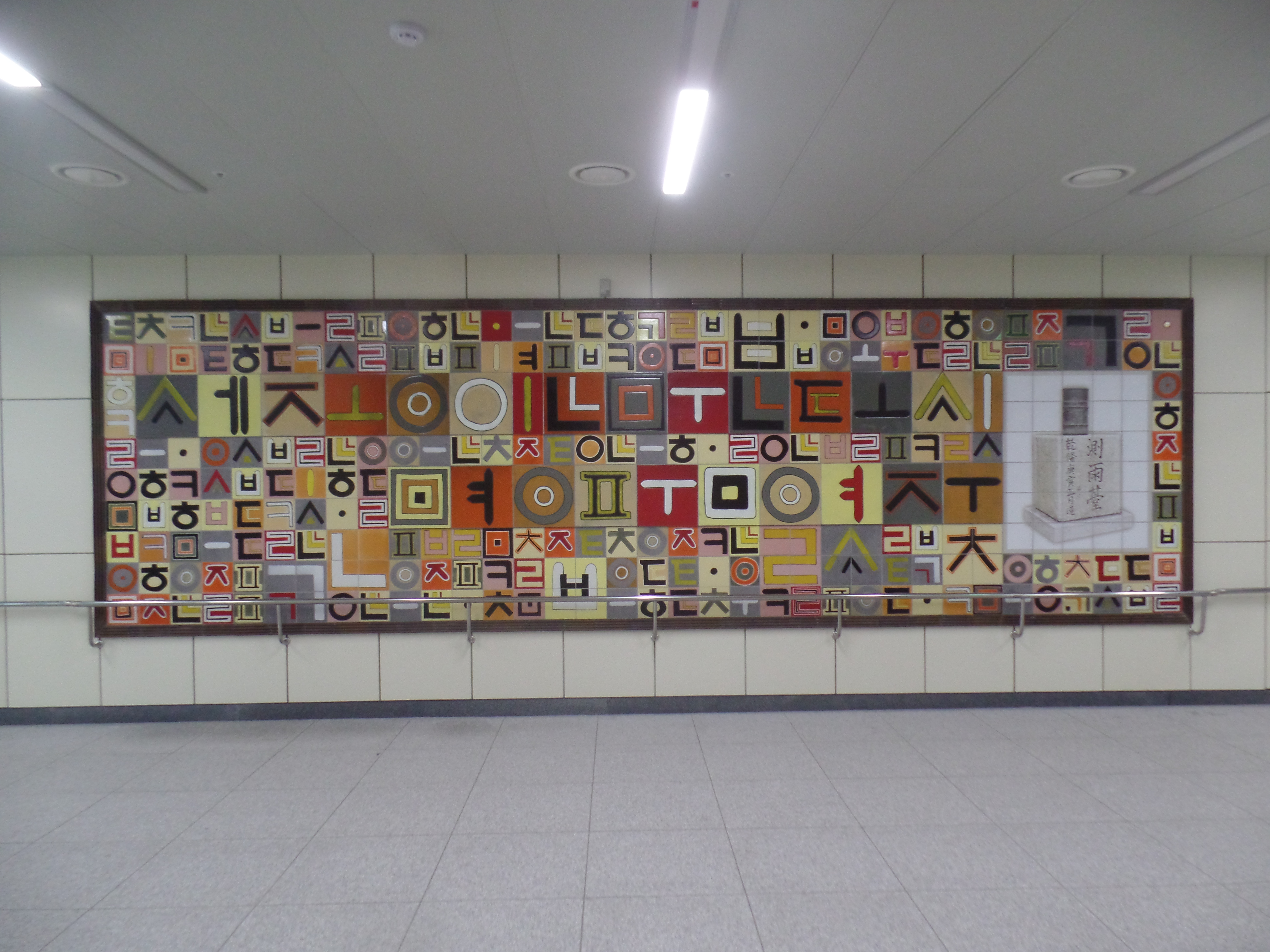
車站廊道壁畫
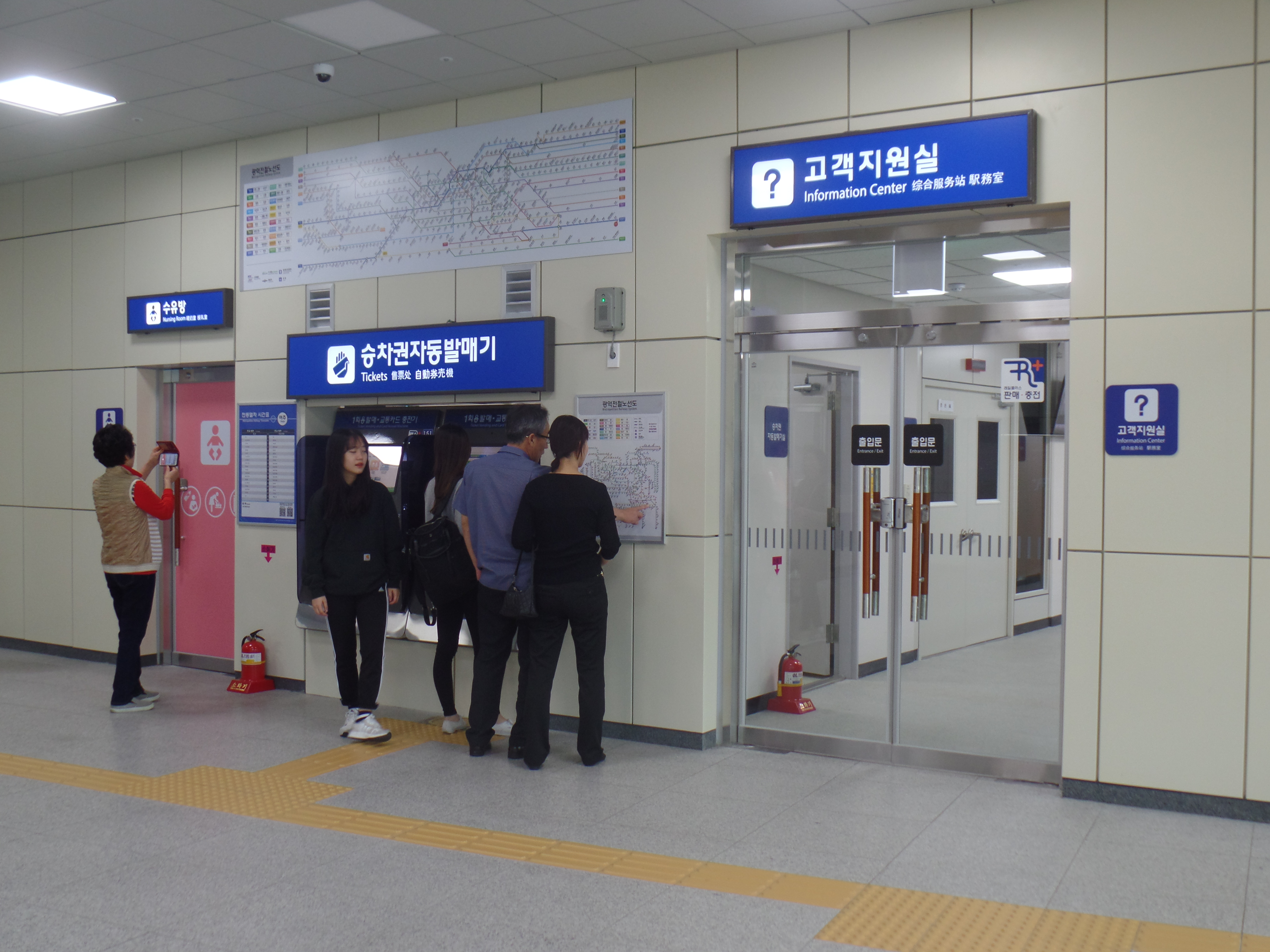
自動售票機與服務台
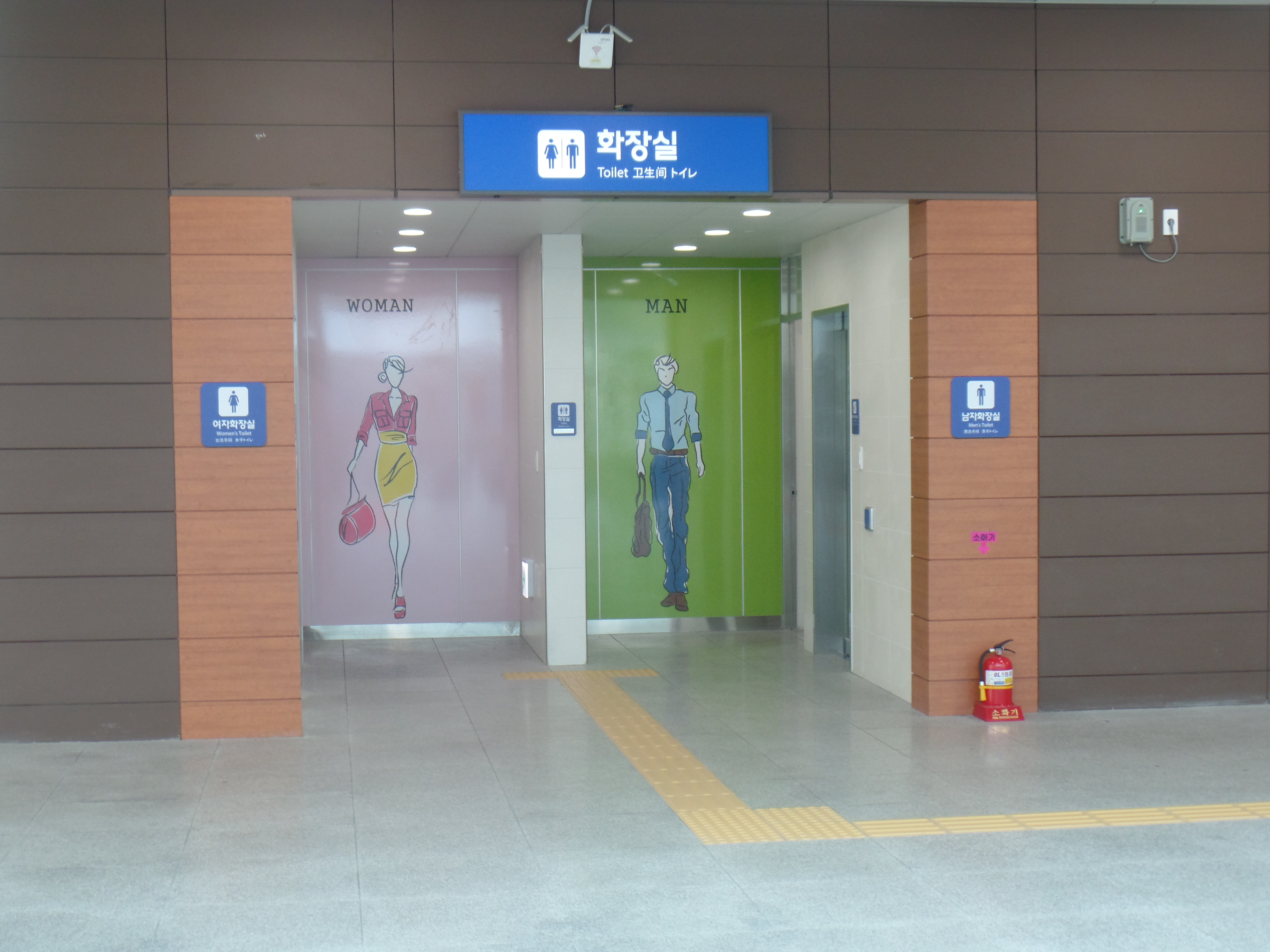
洗手間
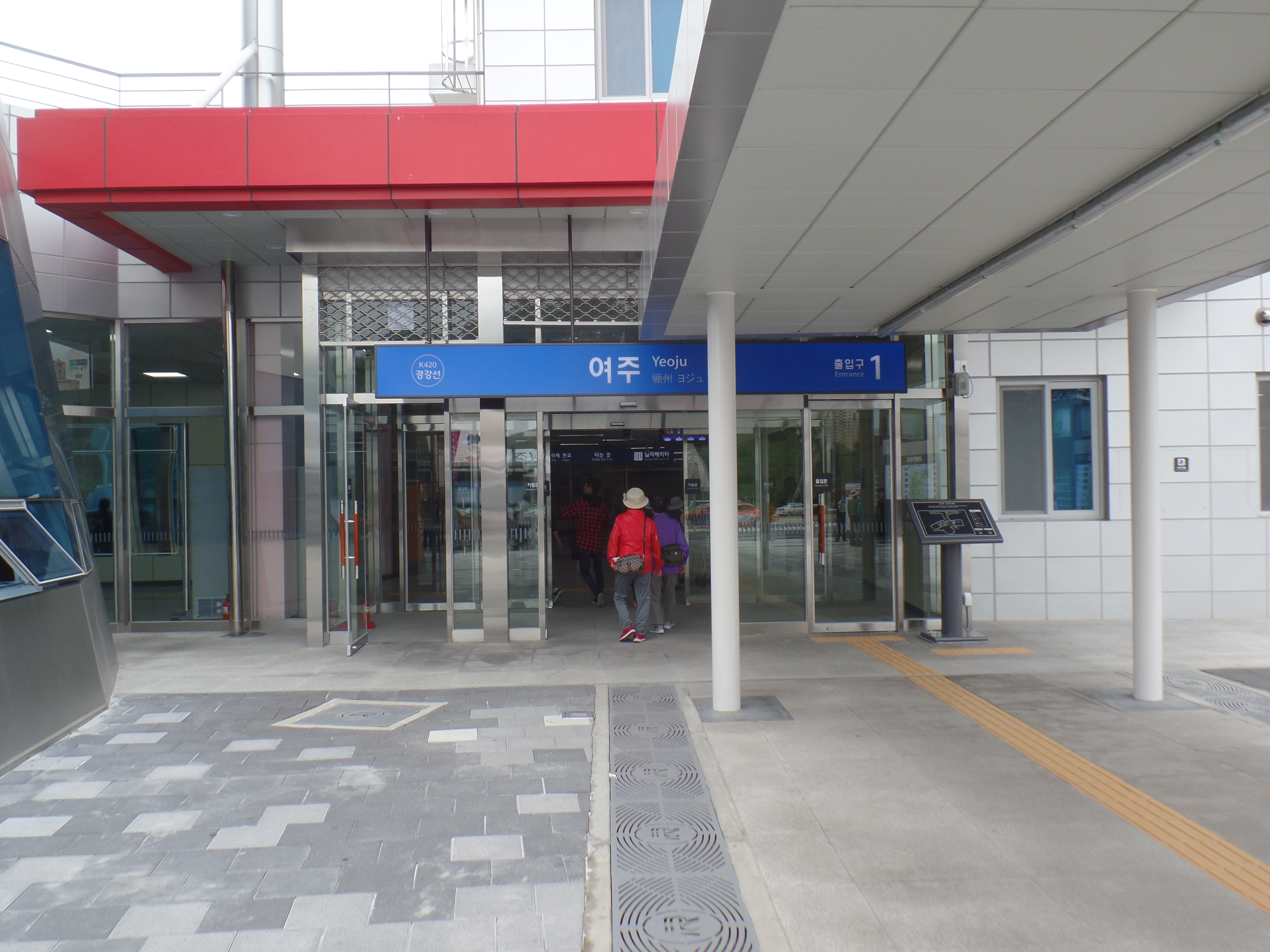
1號出口
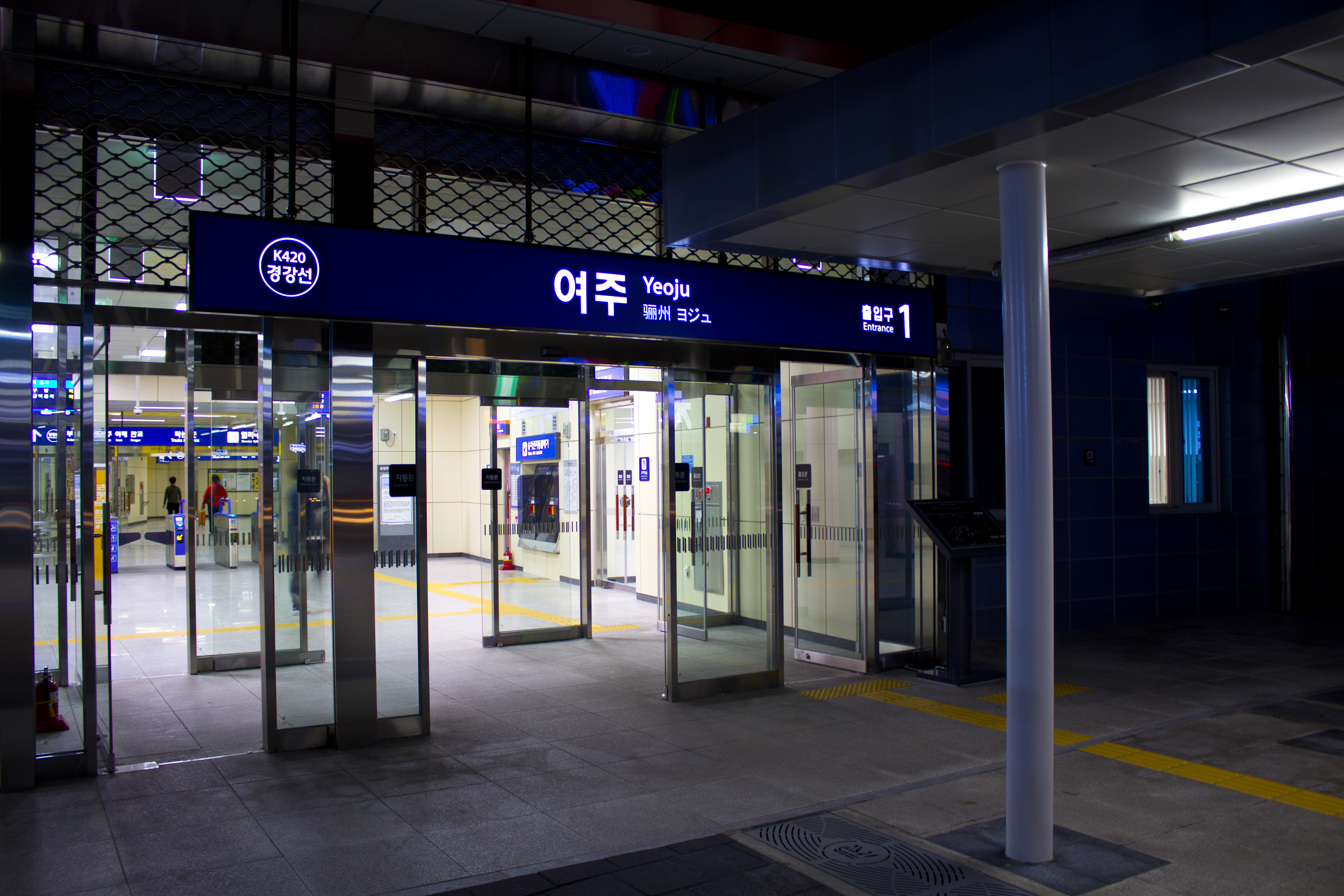
1號出口，夜間
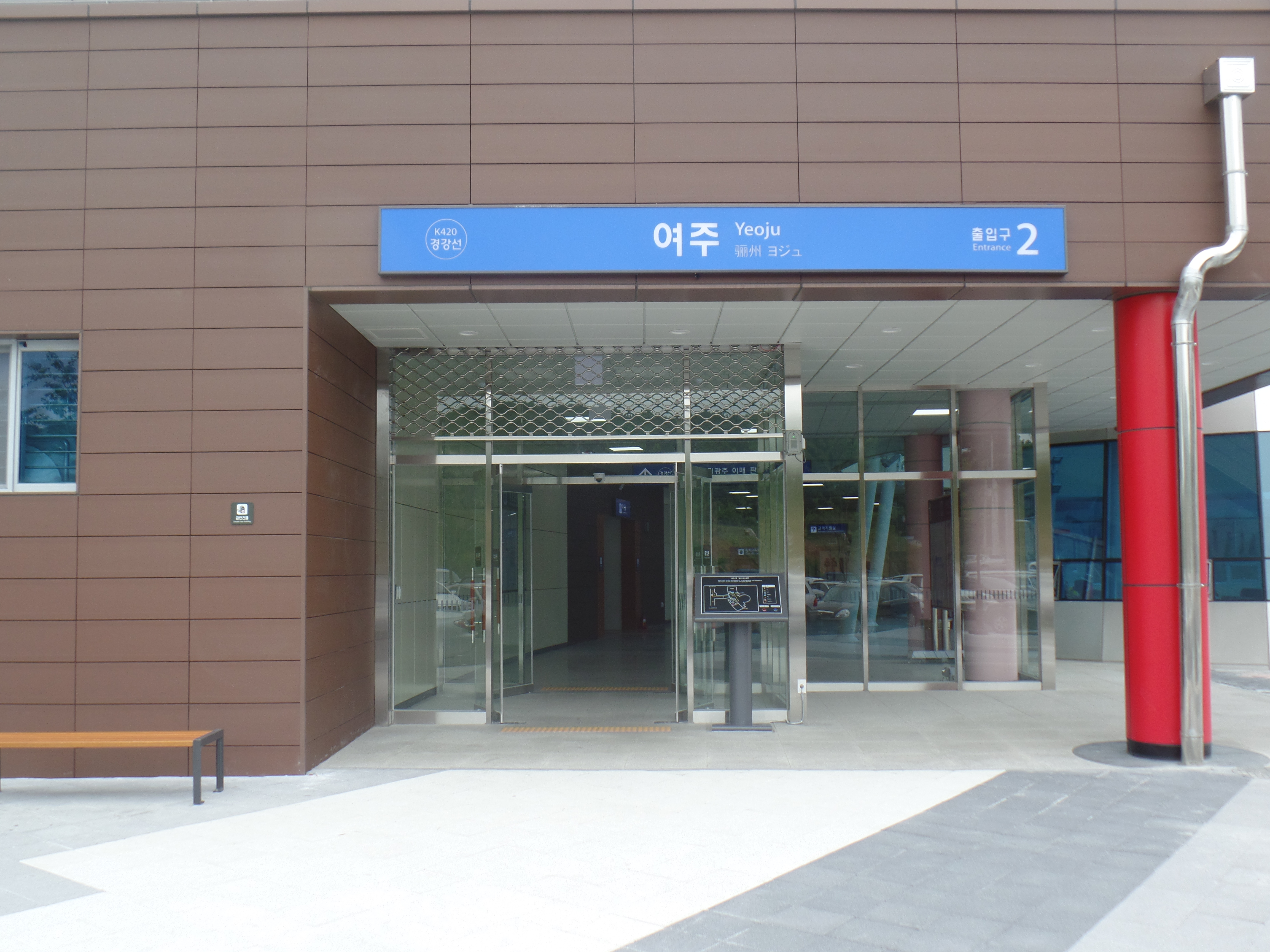
2號出口
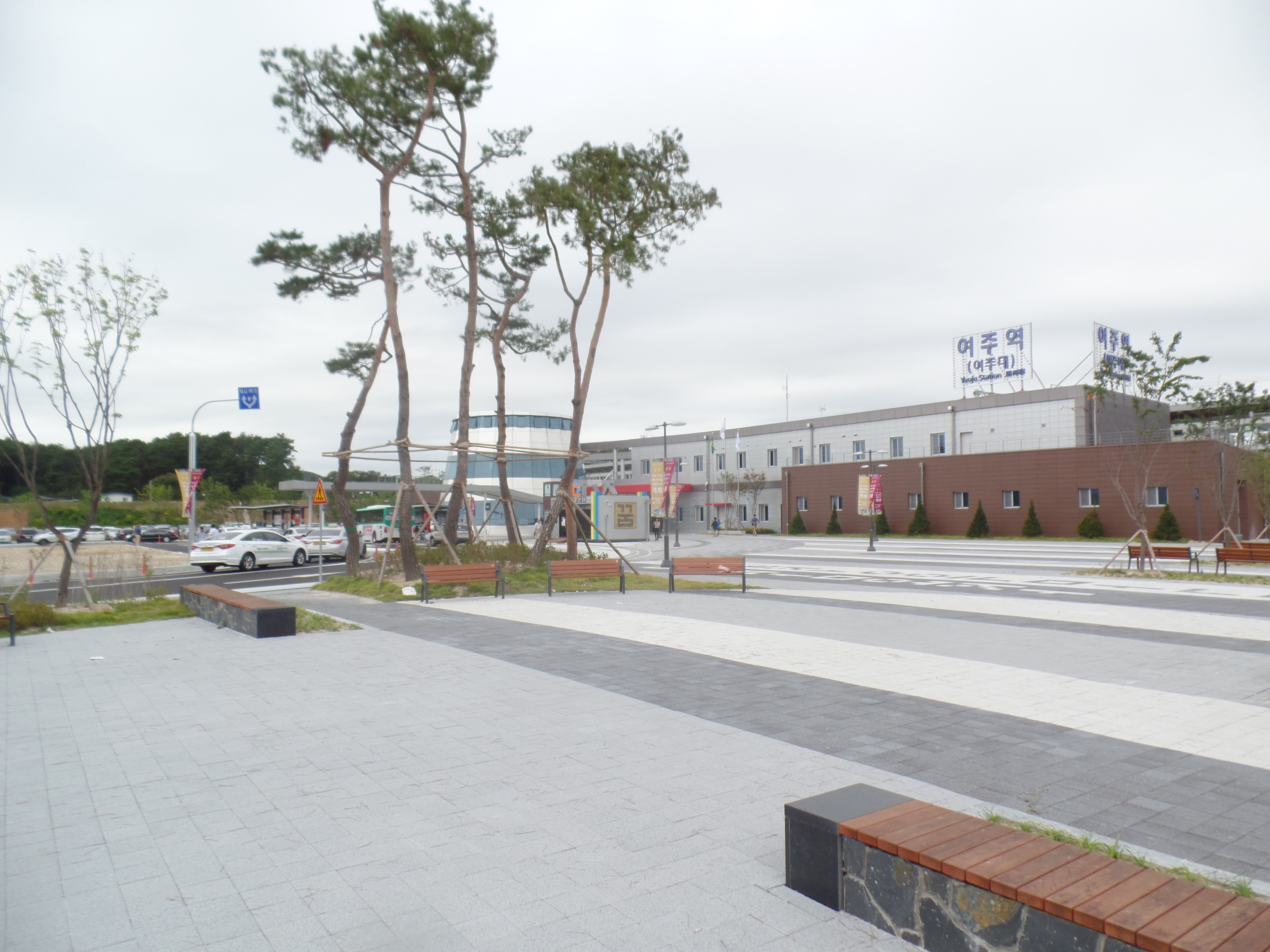
站前廣場
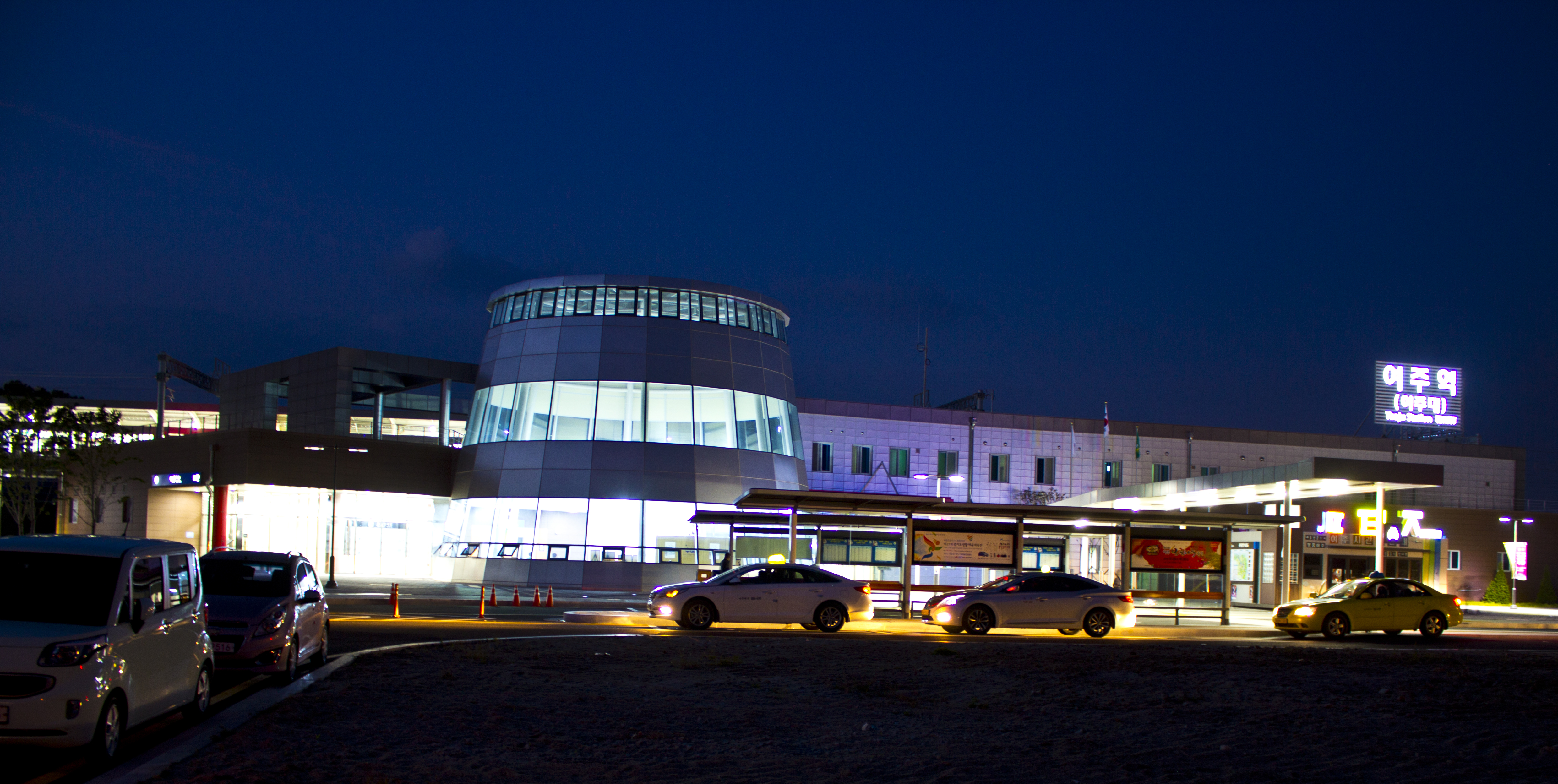
車站建築，夜間

## 相鄰車站
韓國鐵道公社
●首都圈電鐵京江線
世宗大王陵（K419）－驪州（K420）